# セパラーゼ
セパラーゼまたはセパレース（英: separase）は、コヒーシンを加水分解することで有糸分裂の後期の開始を担うシステインプロテアーゼである。コヒーシンは後期の初期段階で姉妹染色分体の結合を担っているタンパク質である。セパラーゼは、ヒトではESPL1遺伝子にコードされる。セパリン（英: separin）とも呼ばれる。

## 発見
出芽酵母Saccharomyces cerevisiaeでは、セパラーゼはesp1遺伝子によってコードされる。Esp1は1998年にKim Nasmythらによって発見された。

## 機能

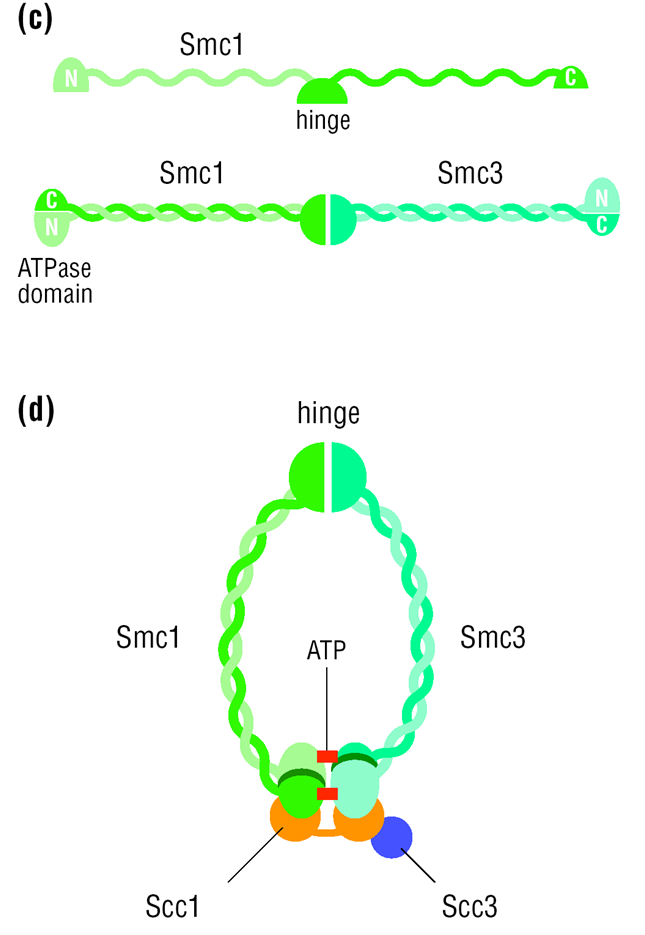
酵母のコヒーシン複合体はScc1を含む特殊なタンパク質から構成される。

後期以前には姉妹染色分体間は安定に接着し、そして後期の間に適切に分離することは、細胞分裂と染色体の遺伝に重要である。
出芽酵母では、セパラーゼEsp1はセキュリンPds1によって調節される。2つの姉妹染色分体は後期の開始まではコヒーシン複合体によって結び付けられているが、後期には紡錘体が2つの染色分体を引き離し、2つの娘細胞には等しい数の姉妹染色分体が残される。2つの姉妹染色分体に結合し、姉妹染色分体の早期分離を防ぐタンパク質は、コヒーシンタンパク質ファミリーを構成する。こうした姉妹染色分体間の接着に重要なコヒーシンタンパク質の1つがScc1である。Esp1はコヒーシンのサブユニットScc1を切断し、後期の開始時点で姉妹染色分体の分離を可能にする。
脊椎動物では、姉妹染色分体間の接着は異なる機構による2段階で解除される。最初の段階はコヒーシン複合体のSTAG1またはSTAG2のリン酸化が関わるものである。2段階目はセパラーゼによるコヒーシンサブユニットSCC1（RAD21）の切断が関わるものであり、姉妹染色分体の最終的な分離が開始される。

## 調節

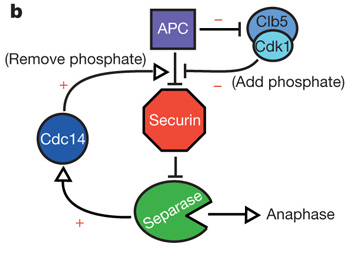
後期のスイッチ的活性化を導くフィードバックループからなるネットワーク

細胞が分裂していないときには、セパラーゼによるコヒーシンの切断はセキュリンとの結合とサイクリン/CDK複合体によるリン酸化によって防がれており、コヒーシンの不適切な切断を防ぐ負の調節は2つの階層で行われている。またセパラーゼは、まずセキュリン-セパラーゼ複合体を形成しなければ機能できない。これは、セキュリンがセパラーゼが機能的なコンフォメーションへ正しくフォールディングするのを助けているためである。しかしながら、酵母ではセキュリンを欠失しても後期が開始されることから、機能的なセパラーゼの形成にセキュリンは必要ではないようである。
後期へのシグナルに際して、セキュリンはAPC-Cdc20複合体によってユビキチン化されて加水分解され、セパラーゼを放出する。その後、活性化されたセパラーゼはScc1を切断し、姉妹染色分体を解放する。
セパラーゼは後期の初期にCdc14の活性化を開始する。Cdc14はセキュリンを脱リン酸化し、APCの基質としての分解効率を増大させる。このポジティブフィードバックループの存在によって、後期の開始によりスイッチ的な挙動がもたらされていると想定されている。

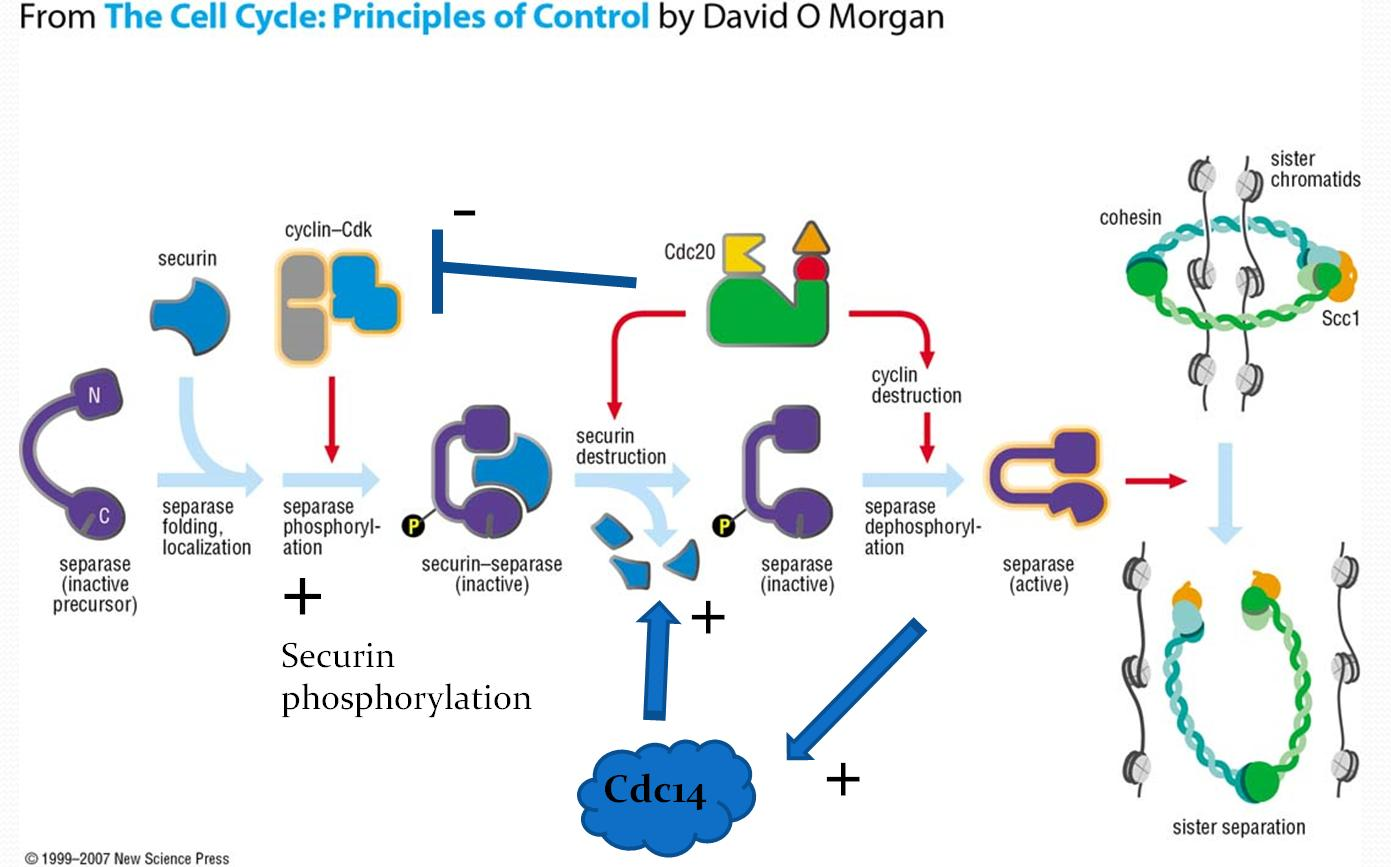
セキュリンとセパラーゼが関与する、後期のスイッチ的活性化を導く想定ネットワーク

## 関連文献
- “Requirement for ESP1 in the nuclear division of Saccharomyces cerevisiae”. Mol. Biol. Cell 3 (12):  1443–54. (1992). doi:10.1091/mbc.3.12.1443. PMC 275712. PMID 1493337.
- “An ESP1/PDS1 complex regulates loss of sister chromatid cohesion at the metaphase to anaphase transition in yeast”. Cell 93 (6):  1067–76. (1998). doi:10.1016/S0092-8674(00)81211-8. PMID 9635435.
- “A novel role of the budding yeast separin Esp1 in anaphase spindle elongation: evidence that proper spindle association of Esp1 is regulated by Pds1”. J. Cell Biol. 152 (1):  27–40. (2001). doi:10.1083/jcb.152.1.27. PMC 2193664. PMID 11149918.
- “Haploinsufficiency of cohesin protease, Separase, promotes regeneration of hematopoietic stem cells in mice”. STEM CELLS. (2020). doi:10.1002/stem.3280. PMID 32997844.